# 용산기지
용산 미국 육군 기지(龍山 美國 陸軍 基地; 영어: United States Army Garrison in Yongsan), 통칭 용산 미군 기지 혹은 줄여서 용산 기지(龍山 基地, 영어: Yongsan Garrison)는 대한민국 서울특별시 용산구에 있는 주한 미군기지이며, 미국 제8군의 주둔지였다. 
2022년부터 부지 반환 절차가 시작되어 더 이상 사용되지 않으며, 용산기지는 역사적 가치가 높은 건물만을 남기고 2027년 기지 전체가 최종 반환되면 공원으로 조성될 예정이다.

## 역사
이 자리는 한강과 접해 있어 물류 등에 적합하기 때문에 조선시대부터 병참기지로 사용되던 것으로 알려졌다. 1882년 임오군란을 진압하기 위한 목적으로 조선에 파병된 청군 3천명이 주둔, 그리고 1884년 갑신정변 때는 일본군이 주둔했다. 이후 일본이 청일전쟁, 러일전쟁에서 승리하면서 한반도에 일본군을 진주시키기 시작했고, 그 중 20사단을 이 곳 용산에 주둔시키게 되었다. 20사단이 주둔한 이곳은 향후 1910년부터 1945년까지 일제 조선군 본부가 위치하게 된다.
1945년 일본이 패망하면서 미군이 일본의 군사 시설이 있는 이 곳을 접수했고, 그 자리에 보병 제7사단을 주둔시켰다. 그러다 1949년 병력을 철수했다가 한국 전쟁이 발생하자 다시 복귀했고, 1953년 8월 15일에 다시 이 곳에 입주하였다.

### 폐쇄와 반환
용산 기지는 당초 2017년까지 행정 인원 200여 명을 제외하고 경기도 평택시 팽성읍의 캠프 험프리스로 전부 이전할 계획이었으나, 2018년 여름에 유엔사령부와 주한미군사령부의 직원의 3분의 2에 해당하는 650명과 그 가족이 캠프 험프리스로 이주하고, 2021년 여름까지 이전을 완료한다는 계획으로 수정되었다.
부대 이전에 따라 캠프 코이너, 캠프 킴 등을 포함하여 용산 기지의 부지는 서울특별시에 단계적으로 반환될 예정이다. 다만, 미국 대사관 예정 부지, 드래곤 힐 로지, 헬기장, 출입 및 방호 시설은 미국 측이 계속 사용할 예정이다.
2018년 11월 2일, 국토교통부, 서울시청과 용산구청은 용산기지의 토지를 용산국립공원으로 조성하기에 앞서 시민들에게 용산기지를 체험시켜, 국립공원화하는데 공감대를 모으기 위해, 설치될 당시부터 공공에 개방되지 않았던 기지의 일부가 114년만에 민간인을 대상으로 순환버스를 통해 기지 투어를 실행하였다. 일본 조선군이 터를 잡으면서 세운 역사적인 건축물을 관람할 수 있기에 된것이다. 2018년 12월부터 월 2회씩 용산문화원의 웹사이트를 통한 예약제로 시행하고, 주한 미군과의 협의를 거쳐 매주 1회로 격차를 줄인다는 방침을 세웠다. 먼저 11월 2일부터 연말까지 6차례 시행된다.
2018년 11월 15일, 주한 미군 사령부는 미국 국방부 교육처와 협력하여 용산기지 안의 서울 미국인 초·중·고등학교 전체를 2018-2019년 과정 이후 폐교할 예정이라고 보도하였고, 2019년 예정대로 모두 폐교되었다.

## 구조

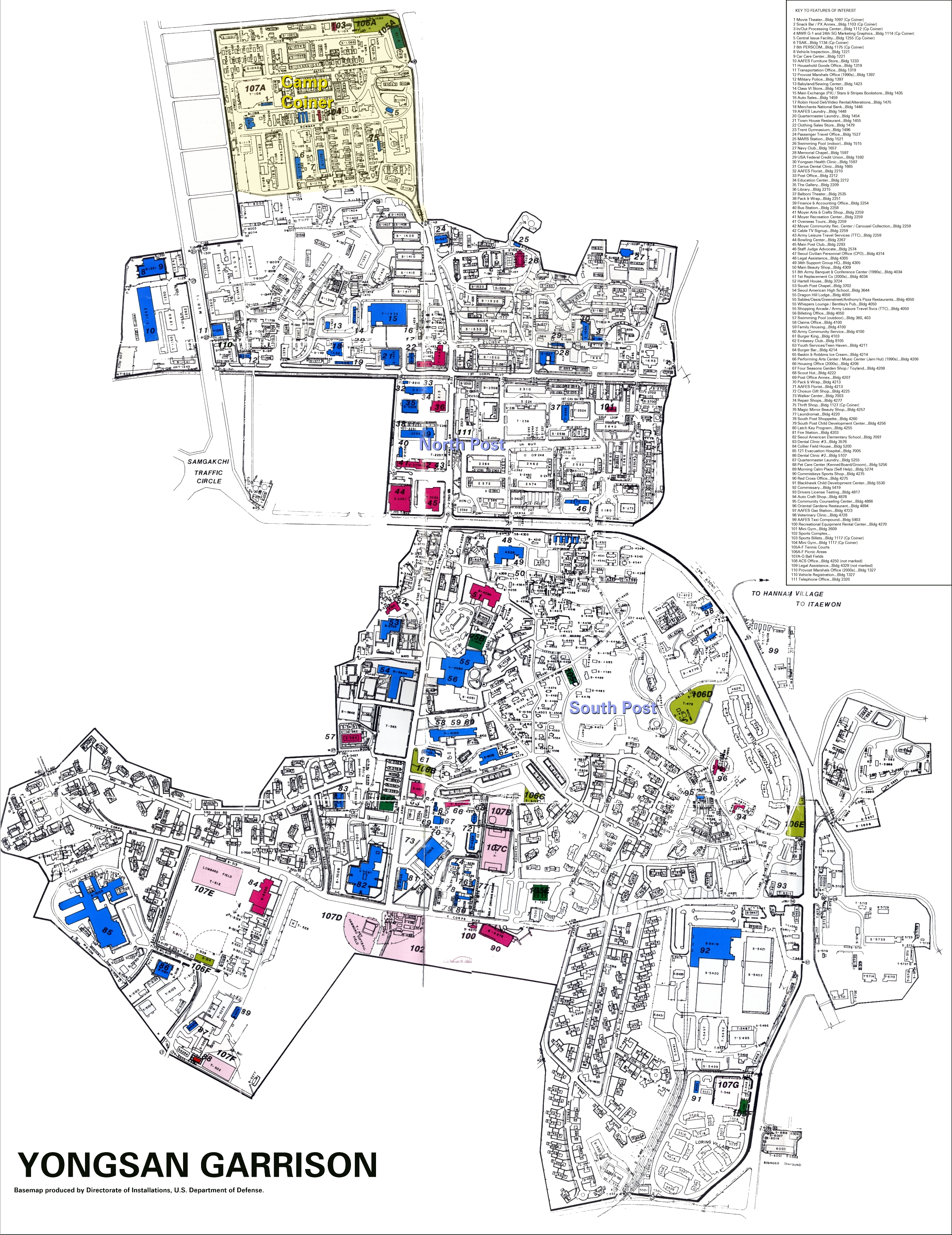
USAG 용산의 지도

용산 기지는 이태원로에 의해 북쪽의 메인 포스트(Main post)와 남쪽의 사우스 포스트'(South post)로 나뉘어 있다. 메인 포스트 북쪽 끝자락이 캠프 코이너로 구별되고 인근에는 캠프 킴이 있다. 2.55km2(630 에이커)의 면적 안에 44만m²(470만 ft²)의 건물부지와 드래곤 힐 로지 호텔, 골프장 등이 있다.

### 캠프 코이너
캠프 코이너는 용산 기지의 북쪽 외곽에 있는 구역으로, 옛날에는 제17항공여단 본부와 제8헌병여단이 있었다. 2008년 개편이후, 제17항공여단은 해산하고, 제8헌병여단은 하와이주의 스코필드 막사로 옮겨갔다. 작은 쇼핑센터와 복지 시설이 있다.

### 캠프 킴
용산 기지의 일부는 아니지만 가까운 곳에 있는 군영이다. 부대는 주한 미군 육군을 지원하는 제1통신여단과 주한 미군 특수작전사령부, 복지 기관은 연합 서비스 조직(USO)과 육군 및 공군 면세점(AAFES)이 있었다.

## 시설

### 브라이언 올굿 육군 지역병원

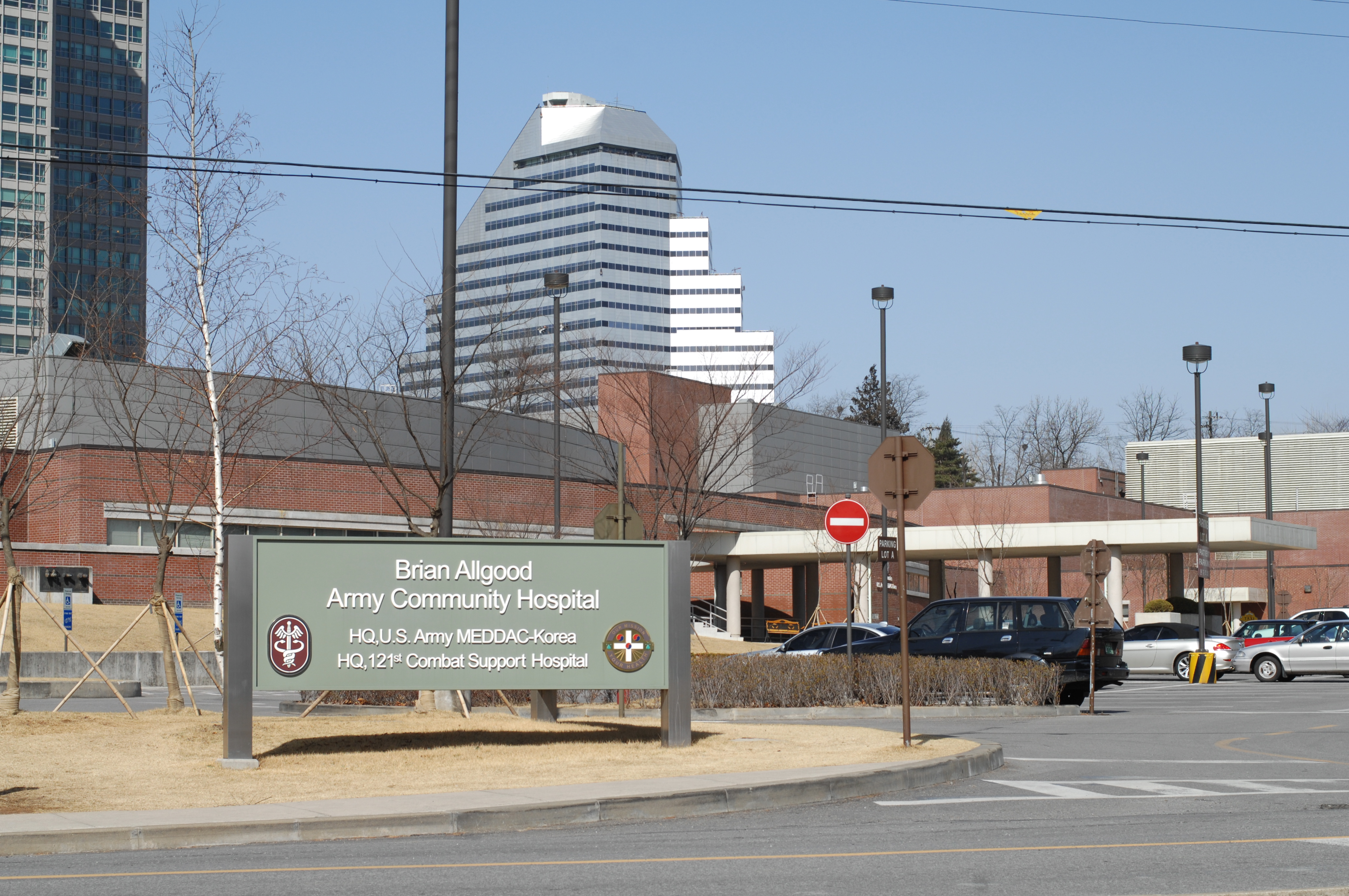
브라이언 올굿 육군 지역병원의 정문

브라이언 올굿 육군지역병원(Brian Allgood Army Community Hospital)은 용산 기지 남부에 있었고, 제65의무여단의 제121전투지원병원(121st CSH)에서 운영하였다. 캠프 험프리스에 지어진 새로운 브라이언 올굿 육군지역병원은 2018년 11월 15일에 개원하였다.
1971년 6월 14일, 캠프 마켓에 주둔하던 제121후송병원은 주둔지가 작아져 사라져 가자, 제8군 본부의 명령으로 용산 기지 남부에 새로 지은 침상 305개를 갖춘 병원으로 옮겨왔다.
1994년 4월 16일에 제121후송병원은 제121종합병원으로 개편되었다.
2008년 6월 30일, 이라크에서 순직한 브라이언 D. 올굿 대령(Brian D. Allgood)의 이름을 따서 개명하였다. 2004년 6월부터 2006년 6월까지 2년간 서울 육군병원에서 근무하고, 이후 이라크 다국적군(MNF-I)의 외과장으로 이라크 전쟁에 배치되었다. 2007년 1월 20일, 그와 부상자를 싣고가던 UH-60 블랙호크가 로켓에 요격되어 사망하였다.

### 국방부 부속학교
- 서울미국인고등학교(Seoul American High School (SAHS))가 용산기지 안에 설립 후 1959년에 개교하여 2019년 6월 3일에 공식적으로 폐교하였다.[8]
- 서울미국인중학교 (Seoul American Middle School (SAMS))
- 서울미국인초등학교 (Seoul American Elementary School (SAES))

## 주둔 부대
- 주한 미군 사령부
- 한미연합군사령부
- 유엔사령부
- 주한 육군 계약사령부
- 제8군
  - 본부 및 본부대대
  - 한국군 지원대대
- 제501군사정보여단 본부 및 본부중대
- 미국군 네트워크 주한 본부
  - AFN 용산; ~ 2016년 10월 16일[12]
- 미국 육군 공병대 극동지부 본부
- 제1통신여단 본부 및 본부중대
- 제175재무관리소
- 제19헌병대대
  - 범죄수사분견대 한국 지부사무실
- 제25수송대대

## 같이 보기
- 주한 미군의 시설 목록
- 카투사
- 주한미군 한강 독극물 무단 방류 사건
- 용산가족공원